# Glossotrophia asiatica
Glossotrophia asiatica är en fjärilsart som beskrevs av Brandt 1938. Glossotrophia asiatica ingår i släktet Glossotrophia och familjen mätare. Inga underarter finns listade i Catalogue of Life.